# Martin Berteau
Martin Berteau (Valenciennes, 2 febbraio 1691 – Angers, 22 gennaio 1771) è stato un violoncellista e compositore francese.

## Biografia
Poco si conosce della sua vita. Probabilmente studiò viola da gamba in Germania con un virtuoso boemo di nome Kozecz. Fétis, nella sua Biographie universelle des musiciens scrive che Berteau debuttò nel 1739 in un concert spirituel, con un concerto di sua composizione. In proposito tuttavia non si trova menzione del suo nome in alcun documento d'epoca, e il concerto o schizzi di esso non sono mai stati trovati. L'unica altra testimonianza è di Rousseau che scrive di aver ascoltato Berteau a Parigi nel 1753.

## Opere
Con l'eccezione di alcune sonate per violoncello, gran parte del lavoro di Berteau è andato perduto. Per decenni la famosa sonata in sol maggiore, op. 25, è stata attribuita al compositore italiano Giovanni Battista Sammartini.

## Allievi
Tra i suoi allievi vi furono il delfino e futuro re di Francia Luigi, Joseph Rey, i fratelli Jean-Baptiste e Louis Auguste Joseph Janson, Jean-Pierre Duport, Joseph Tillière, François Cupis de Renoussard, Baptiste Bréval.